# Escocia en la Copa Mundial de Rugby de 1991
El XV del Cardo fue una de las 16 naciones participantes de la Copa Mundial de Rugby de 1991, que se realizó en Inglaterra (Reino Unido).

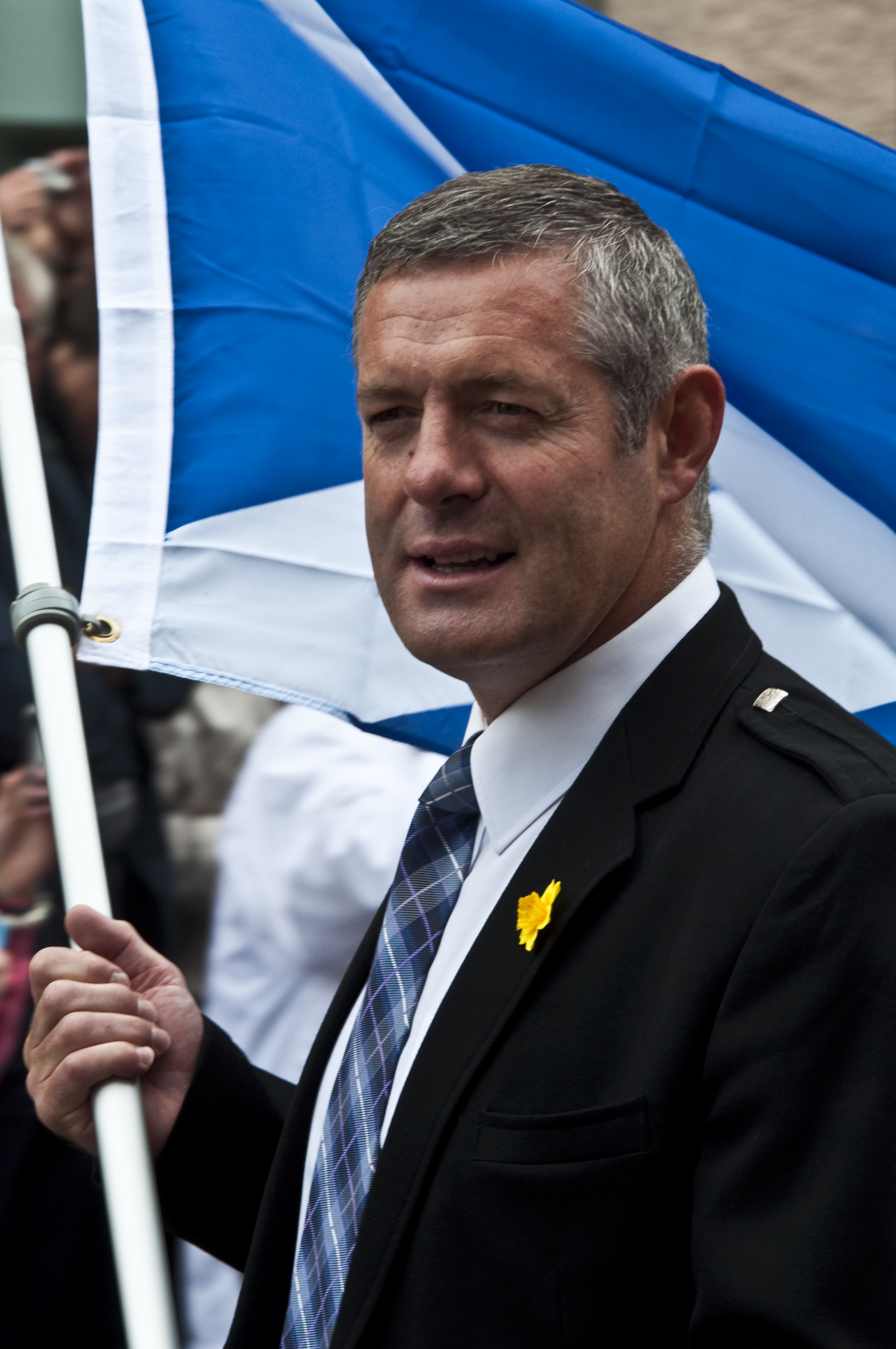
Gavin Hastings era la estrella.

Debido a la sede, Escocia pudo jugar de local en su estadio Murrayfield todos los partidos y con la única excepción del tercer puesto. La selección había ganado el Torneo de las Cinco Naciones 1990 obteniendo brillantemente el Grand Slam y por eso se esperaba una participación inolvidable.

## Plantel

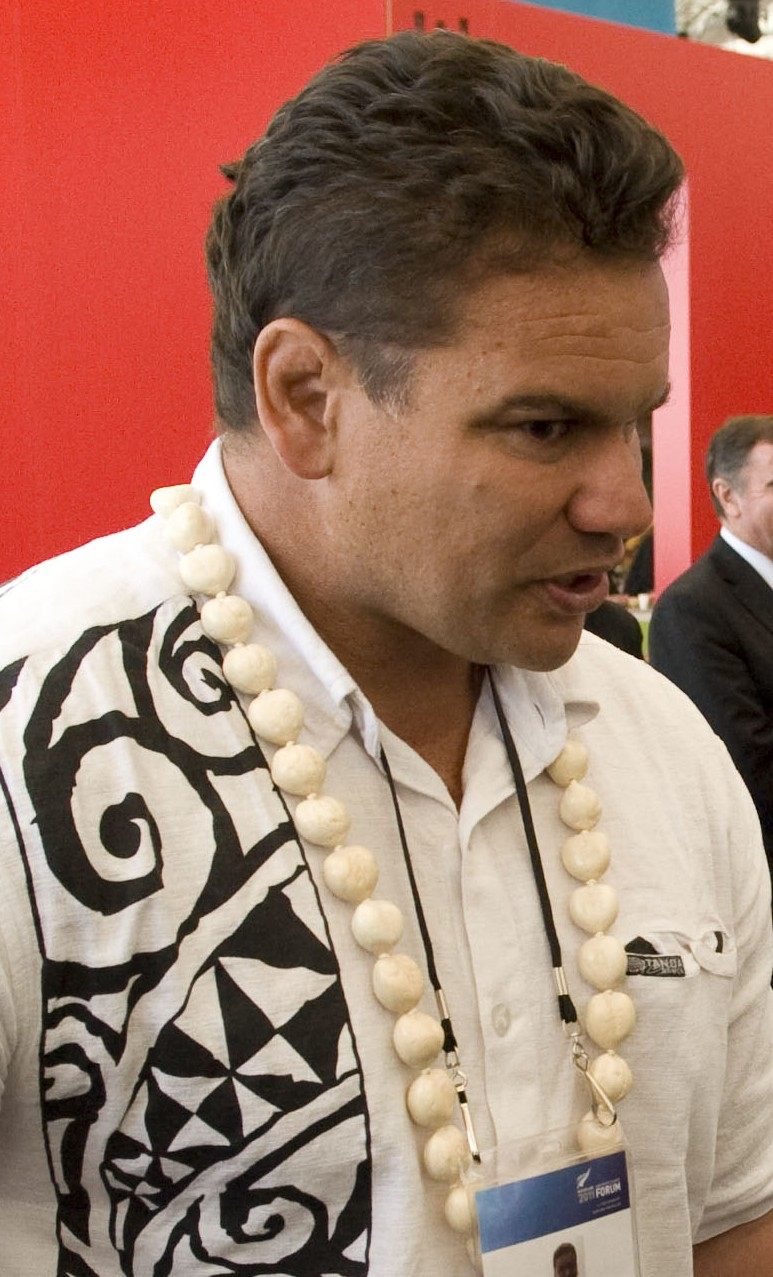
Por el tercer puesto, Calder y Jeffrey marcaron a la leyenda Michael Jones.

El director técnico fue McGeechan (45 años) y tuvo como asistente a Jim Telfer.
Las edades son a la fecha del último partido de Escocia (30 de octubre de 1991).
|                           | Jugador         | Edad    | Posición      | Tests | Equipo                  |
| ------------------------- | --------------- | ------- | ------------- | ----- | ----------------------- |
| Hookers y Pilares         |                 |         |               |       |                         |
| 2                         | John Allan      | 27 años | Hooker        | 4     | Edinburgh Accies        |
| 3                         | Paul Burnell    | 26 años | Pilar         | 15    | London Scottish FC      |
|                           | David Milne     | 32 años | Pilar         | 0     | Heriot's Rugby Club     |
|                           | Kenny Milne     | 29 años | Hooker        | 4     | Heriot's Rugby Club     |
| 1                         | David Sole      | 29 años | Pilar         | 33    | Edinburgh Accies        |
|                           | Alan Watt       | 24 años | Pilar         | 0     | Glasgow High Kelvinside |
| Segundas líneas           |                 |         |               |       |                         |
|                           | Damian Cronin   | 28 años | Segunda línea | 22    | London Scottish FC      |
| 4                         | Chris Gray      | 31 años | Segunda línea | 17    | Nottingham Rugby        |
| 5                         | Doddie Weir     | 21 años | Segunda línea | 2     | Melrose RFC             |
| Alas y Octavos            |                 |         |               |       |                         |
| 7                         | Finlay Calder   | 34 años | Ala           | 29    | Heriot's Rugby Club     |
| 6                         | John Jeffrey    | 32 años | Ala           | 35    | Kelso RFC               |
|                           | Graham Marshall | 31 años | Octavo        | 3     | Scottish Exiles         |
|                           | Derek Turnbull  | 30 años | Ala           | 9     | Hawick RFC              |
| 8                         | Derek White     | 33 años | Octavo        | 31    | London Scottish FC      |
| Medios scrums             |                 |         |               |       |                         |
| 9                         | Gary Armstrong  | 25 años | Medio scrum   | 19    | Jed-Forest RFC          |
|                           | Greig Oliver    | 27 años | Medio scrum   | 2     | Hawick RFC              |
| Aperturas y Centros       |                 |         |               |       |                         |
| 10                        | Craig Chalmers  | 23 años | Apertura      | 17    | Melrose RFC             |
| 13                        | Scott Hastings  | 26 años | Centro        | 30    | Watsonians              |
| 12                        | Sean Lineen     | 29 años | Centro        | 18    | Boroughmuir RFC         |
|                           | Graham Shiel    | 21 años | Centro        | 0     | Melrose RFC             |
|                           | Douglas Wyllie  | 28 años | Apertura      | 11    | Selkirk RFC             |
| Fullbacks y Wings         |                 |         |               |       |                         |
|                           | Peter Dods      | 33 años | Fullback      | 21    | Gala RFC                |
| 15                        | Gavin Hastings  | 29 años | Fullback      | 31    | Watsonians              |
| 14                        | Tony Stanger    | 23 años | Wing          | 14    | Hawick RFC              |
| 11                        | Iwan Tukalo     | 30 años | Wing          | 25    | Heriot's Rugby Club     |
| Entrenador: Ian McGeechan |                 |         |               |       |                         |

## Participación
Escocia integró el grupo B con la por entonces débil Japón, el XV del Trébol y Zimbabue.

### Fase final
Los cuartos de final los cruzó ante Samoa, del entrenador Peter Schuster y los seleccionados: el capitán Peter Fatialofa, Eddie Ioane, la estrella Pat Lam, Mathew Vaea, Frank Bunce y la promesa Brian Lima.
Las semifinales produjo el clásico más antiguo, cuando debieron medirse ante la Rosa. Inglaterra era conducida por Geoff Cooke, quien diagramó: Brian Moore, Wade Dooley, Peter Winterbottom, John Hill, la leyenda Will Carling y Rory Underwood.

### Tercer puesto
El partido consuelo puso enfrente a los All Blacks que habían caído ante los Wallabies. La selección kiwi era dirigida por Alex Wyllie y representada con: Steve McDowall, el capitán Gary Whetton, Michael Jones, Graeme Bachop, la promesa Walter Little y John Kirwan.

## Legado
La participación significó el final de una era para el rugby escocés, cuando las leyendas Calder y Jeffrey anunciaron su retiro del juego internacional.